# Katelyn Rowland
Katelyn Morgan Rowland (* 16. März 1994 in Walnut Creek) ist eine US-amerikanische Fußballtorhüterin, die seit der Saison 2017 bei den North Carolina Courage in der National Women’s Soccer League unter Vertrag steht.

## Karriere

### Verein
Während ihres Studiums an der University of California, Los Angeles spielte Rowland von 2011 bis 2014 für die dortige Universitätsmannschaft der UCLA Bruins. Anfang 2015 wurde sie beim College-Draft der NWSL in der zweiten Runde an Position 17 vom FC Kansas City verpflichtet. Ihr Ligadebüt gab Rowland am 14. Mai 2015 gegen die Western New York Flash in Vertretung der Stammtorhüterin Nicole Barnhart. Zum Gewinn der Meisterschaft trug sie in dieser Saison mit zwei weiteren Einsätzen bei. Im Juni 2016 wechselte Rowland zum Ligakonkurrenten Western New York Flash, mit dem sie abermals auf Anhieb die Meisterschaft gewann. In der Saison 2016/17 spielte sie beim australischen Erstligisten Newcastle United Jets, ehe sie vor der Saison 2017 in die Vereinigten Staaten zurückkehrte.

### Nationalmannschaft
Rowland durchlief mehrere Nachwuchsnationalmannschaften des US-Fußballverbandes. Mit der U-20-Nationalmannschaft nahm sie unter anderem an der U-20-Weltmeisterschaft 2014 in Kanada teil und absolvierte dort alle vier Spiele der USA. Im März 2016 war sie Teil der U-23-Nationalmannschaft beim jährlichen Istrien-Cup und kam dort in einer Partie zum Einsatz.

## Erfolge
- 2015: Gewinn der NWSL-Meisterschaft (FC Kansas City)
- 2016: Gewinn der NWSL-Meisterschaft (Western New York Flash)